# 蔣夢龍
蔣夢龍（1528年—？），字子徵，號魯山，直隸蘇州府長洲縣人，軍籍，明朝政治人物。

## 生平
嘉靖四十年（1561年）辛酉科應天鄉試第三十六名舉人，四十四年（1565年）中式乙丑科會試第三百九十三名，三甲第八十二名進士。通政司觀政，授臨川縣知縣，隆慶二年（1568年）六月升金華府同知，五年（1571年）二月升南京刑部郎中，萬曆元年（1573年）十月出為湖廣按察司僉事，五年（1577年）十一月升浙江布政使司參議，六年（1578年）四月以母老終養歸里。乾隆《元和縣志》有傳。

## 家族
曾祖蔣濂；祖父蔣廷桓；從祖蔣廷貴；父蔣麟，庠生。母唐氏（贈宜人）；繼母郁氏（封宜人）。兄蔣垕（知州）、蔣垚、蔣壆、蔣坪，弟蔣埏。